# Veronika Polly
Veronika Polly (* 1974 in St. Pölten, Österreich) ist eine österreichische Schauspielerin.

## Leben
Polly absolvierte ihre Schauspielausbildung am Konservatorium Wien, welches sie 1999 mit Auszeichnung abschloss. Es folgten Engagements am Theater Bregenz, bei den Tiroler Volksschauspielen, Kreuzgangspiele Feuchtwangen und anderen Theatern.
Sie wirkte in zahlreichen Film- und Fernsehproduktionen mit („Twinni“, „Kommissar Rex“, „Brüder“, „Annas zweite Chance“, „Der Besuch der alten Dame“, „Kebab mit Alles“, „Curling for Eisenstadt“ etc.) mit.
Ihre erste große Rolle im Fernsehen war die der Kellnerin Geli Windbüchler in der österreichischen Daily Soap „Mitten im 8en“.
Daneben folgen immer wieder Theaterengagements, wie zum Beispiel in „Tschüss, das war der ORF“ oder „Hallo Steward! Boeing, Boeing andersrum“ (Regie: Werner Sobotka) und ein Engagement am Kabarett „Simpl“ in Wien. 2014 spielte sie im Stück „Katzenzungen“ die Prostituierte Mirli im Stadttheater Berndorf.
Im Jahr 2016 erfolgte ihr erster Einsatz als Gerichtsmedizinerin Dr. Stephanie Löcker in der Krimiserie „SOKO Kitzbühel“, bei welcher sie bis zum Serienende 2021 mitwirkte. Danach trat sie in der ORF-Serie „Vorstadtweiber“ auf und drehte des Weiteren für die Serien „Biester“ (ORF) und „School of Champions“ (ORF).

## Filmographie (Auswahl)

### Filme
- 2024: Tiefwassertaucher unterm Dach (Fernsehfilm)
- 2019: Stadtkomödie – Curling für Eisenstadt (Fernsehreihe)
- 2016: Seit Du da bist
- 2013: Lost And Found
- 2011: Kebab mit Alles
- 2009: Annas zweite Chance
- 2009: Ein halbes Leben
- 2009: Die Abstauber
- 2009: Todespolka[1]
- 2008: Detektiv wider Willen
- 2008: Der Besuch der alten Dame
- 2008: Der Nikolaus im Haus
- 2007: Lilly Schönauer – Liebe gut eingefädelt

### Serien (Auswahl)
- 2025: SOKO Donau/SOKO Wien – Eine Nacht in Zwentendorf (Fernsehserie)
- 2024: Blind ermittelt – Tod im Palais (Der Wien-Krimi: Blind ermittelt – Totenreich)
- 2024: Biester (Fernsehserie)
- 2024: School of Champions (Nebenrolle)
- 2023: SOKO Donau
- 2021: Vorstadtweiber (6. Staffel, Episodenrolle)
- 2016–2021: SOKO Kitzbühel
- 2015: SOKO Donau
- 2014: Cop Stories (3. Staffel)
- 2013: Janus
- 2012: Es kommt noch dicker
- 2009: Schnell ermittelt
- 2008: Polly Adler
- 2007: Mitten im 8en – Der ganz normale Alltagswahnsinn
- 2006: SOKO Donau